# 日本睡眠歯科学会
日本睡眠歯科学会（にほんすいみんしかがっかい、Japanese Academy of Dental Sleep Medicine;JADSM）とは、睡眠呼吸障害治療のための口腔内装置や上気道を開放する手術の研究や臨床の学問を取り扱う専門学術団体の一つである。特定非営利活動法人。

## 概要
- 2003年日本睡眠歯科医療研究会として設立。2006年より特定非営利活動法人日本睡眠歯科学会となる。2008年現在の会員数は歯科医師196名[1]。

## 本部事務局
- 〒286-0034 千葉県成田市馬橋1丁目13番 [2]

## 加盟団体
- 日本歯学系学会協議会

## 関連事項
- 歯学／歯科
- 睡眠障害／睡眠時無呼吸症候群
- 学会の一覧／研究会